# Пётр II Петрович
Пётр Петрович Негош (серб. Петар II Петровић Његош; 1 ноября (13 ноября) 1813 — 31 октября 1851) — правитель Черногории (владыка) в 1830—1851 годах и митрополит Черногорский и Бердский. Государственный деятель, реформатор, способствовал превращению Черногории в независимое современное государство. Автор многих поэм и стихотворений. Считается многими самым выдающимся поэтом сербской литературы.

## Биография
Радивой (Раде) Томов Петрович родился 13 ноября 1813 года в селе Негуши в семье Томо Маркова Петровича и Иваны Пророкович-Петрович.
Племянник по отцу митрополита Петра I Петровича. Род Петровичей-Негошей с 1697 года по 1918 год являлся правящей династией в Черногории (с 1697 года — в качестве митрополитов черногорских, с 1852 года — князей, с 1910 года — королей).
Обучался в Савинском монастыре и Цетинском монастыре у сербского поэта и историка Симо Милутиновича.
После смерти Петра I Петровича в 1830 году по его завещанию занял место владыки Черногории, приняв монашество с именем Пётр.
В 1833 году совершил поездку в Россию (повторно — в 1837 году), где в Санкт-Петербурге посвящён в сан епископа Черногорского и Бердского.
В 1834 году утверждён российским Синодом в сане архиепископа, в 1844 году — митрополита Черногорского и Бердского.
Боролся за независимость Черногории от Турции, пресекал племенной сепаратизм в самой Черногории, провёл разграничение черногорско-австрийской границы в Адриатическом Приморье.
Сторонник югославянского единства.
Во внешней политике ориентировался на Россию.
Основал в Цетине школу и типографию.
Издал сборник народных песен «Зеркало сербское» (1845), куда включил и песни собственного сочинения.
Является автором сборников стихов «Цетинский пустынник» (1834), «Лик ярости турецкой» (1834), эпической поэмы «Свободиада» (1835, опубликована 1854). Вершина творчества — поэмы «Луч микрокосма» (1845), «Горный венец» (1847), «Самозванец Степан Малый» (1847, изд. 1851).
Скончался в 1851 году от туберкулёза.
По завещанию похоронен на вершине горы Ловчен в часовне. Во время социалистической Югославии вместо часовни сооружён мавзолей.

## Увековечение памяти

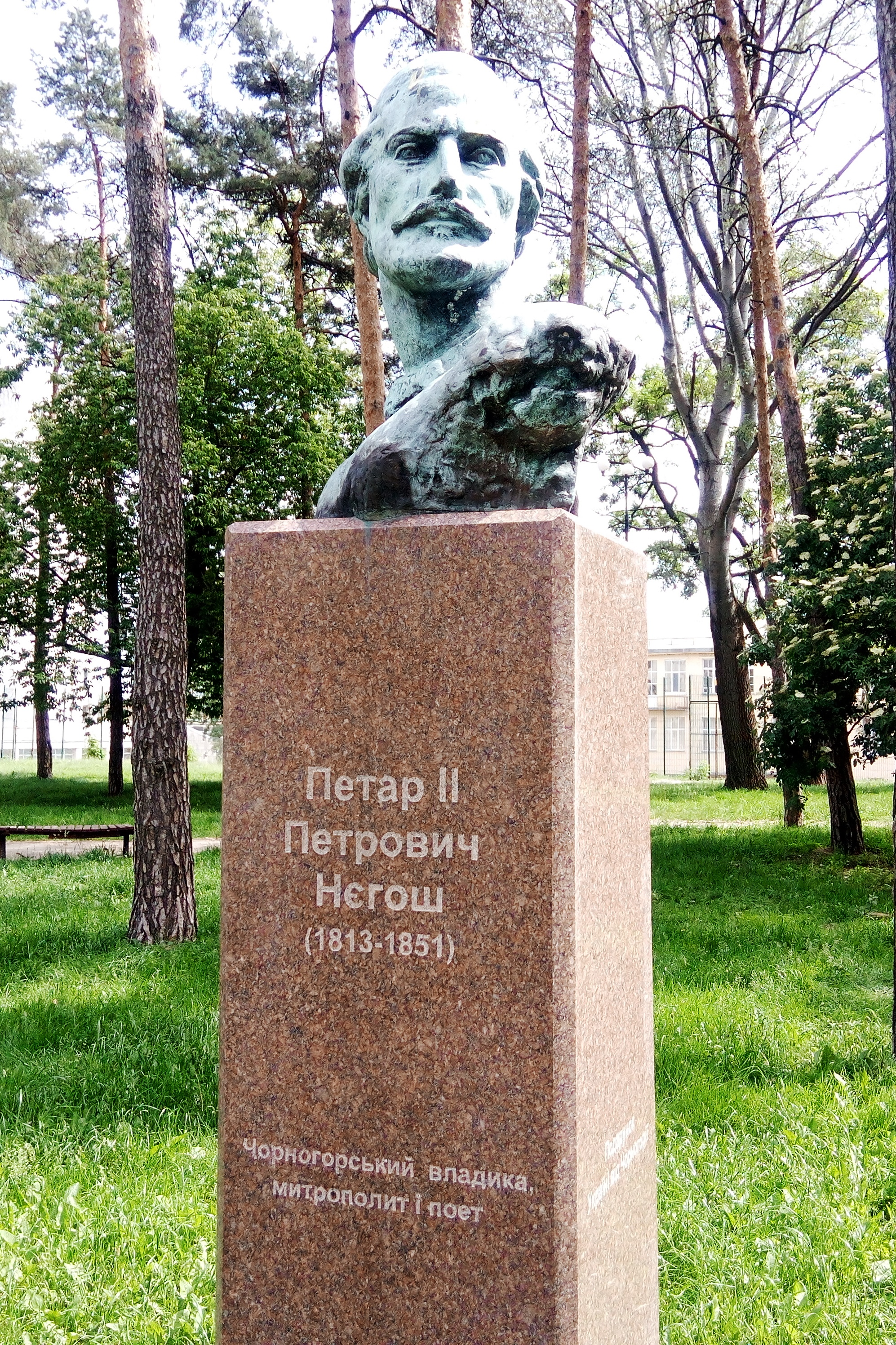
Памятник Петару II Негошу в Политехническом парке

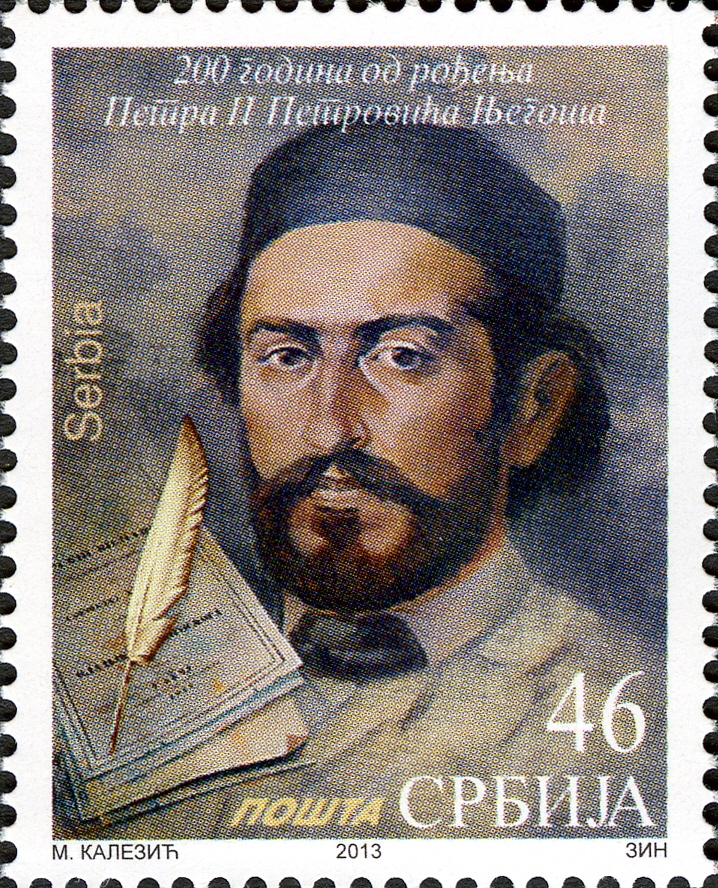
Почтовая марка Сербии 2013 года, посвящённая к 200-летию со дня рождения Петра II Петровича Негоша

14 июня 2013 года в парке Киевского политехнического института в Киеве был открыт памятник.